# Wschodniokarpacki Szlak Turystyczny
Wschodniokarpacki Szlak Turystyczny (ukr. Східно-Карпатський туристичний шлях, Schidno-Karpatśkyj turystycznyj szlach) – szlak turystyczny, znakowany kolorem czerwonym, prowadzący od Przełęczy Toruńskiej do Krasnyka przez Beskidy Połonińskie, głównie Gorgany i fragment Czarnohory.

## Historia
Szlak w 2002 zaczęła odnawiać i znakować fundacja „Karpackie Ścieżki” (ukr. Карпатські стежки, Karpatśki steżky).

## Przebieg
Przełęcz Toruńska – Gorgan Wyszkowski (1440 m) – Mołoda (1724 m) – Grofa (1748 m) – Parenki (1735 m) – Mała Popadia (1598 m) – Popadia (1740 m) – Koretwina (1671 m) – trawers Petrosa – potok Petros – rzeka Łomnica  – grzbiet Matuchów – Wysoka (1803 m) – Ihrowiec (1804 m) – przełęcz Borewka – Łopuszna (1772 m) – Wielka Sywula (1836 m) – Mała Sywula (1818 m) – połonina Ruszczyna – połonyna Bojaryn – potok Sałatruczel – potok Sałatruk – wieś Bystrzyca (Rafajłowa) – trawers Płoskiej – trawers Douhej – przełęcz Stoły – połonina Błażów – Mały Gorgan (1592 m) – Syniak (1665 m) – Chomiak (1541 m) – wieś Mikuliczyn – Jahodnyn (1216 m) – Czarny Pohar (1266 m) – Hordie Dobrokijewskie (1356 m) – przełęcz Sucha Rosicz – przełęcz Riża – Kityłówka (1382 m) – Kopiec (1336 m) – Przełęcz Krzywopolska – wieś Krywopole – grzbiet Kostrzyca – wieś Kraśnik.

## Opis

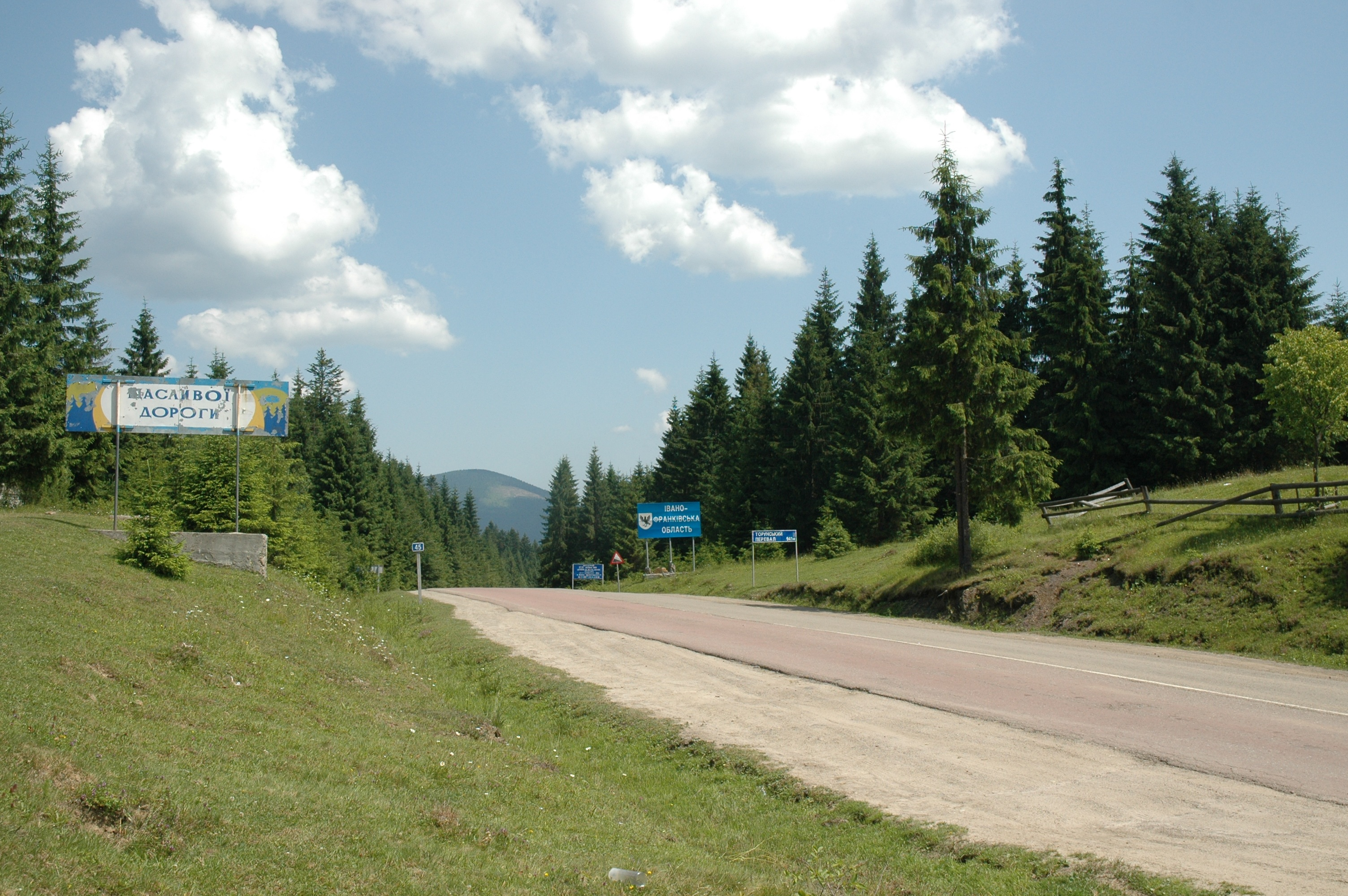
Przełęcz Toruńska – początek szlaku

Wschodniokarpacki Szlak Turystyczny zaczyna się na Przełęczy Toruńskiej (941 m n.p.m.) na trasie Dolina – Chust, gdzie przebiega granica obwodów Iwanofrankiwskiego i Zakarpackiego, łagodnie podchodząc na górę Magura, następnie stromiej na Gorgan Wyszkowski (1439 m n.p.m.; 7,5 km szlaku). Stamtąd zaczyna się 7-kilometrowe zejście przez wieś Słoboda do uroczyska Swicza. Ścieżka kluczy lasem świerkowym, czasami wychodząc na odkryte hale, a potem biegnie wzdłuż strumyka. Zejście jest łagodne. Z uroczyska Swicza ścieżka prowadzi dawną kolejką wąskotorową.
Przez dwa kilometry szlak kilka razy przekracza potok, dalej ścieżka prowadzi do góry, zaczynając podejście na połoninę Sołotwyna pod górą Mołoda. Przed połoniną jest źródło wody pitnej i miejsce postojowe.
Podejście na szczyt nie jest trudne, ale długie – 3 km. Tam pierwszy raz spotkamy się z kosodrzewiną i gorgańskimi kamieniami, pokrytymi porostami. Z Mołodej ścieżka zbiega w dół do rzeki o tej samej nazwie, tracąc prawie 900 metrów wysokości. Dla przejścia przez rzekę z jednego brzegu na drugi przerzucono dwa pnie.

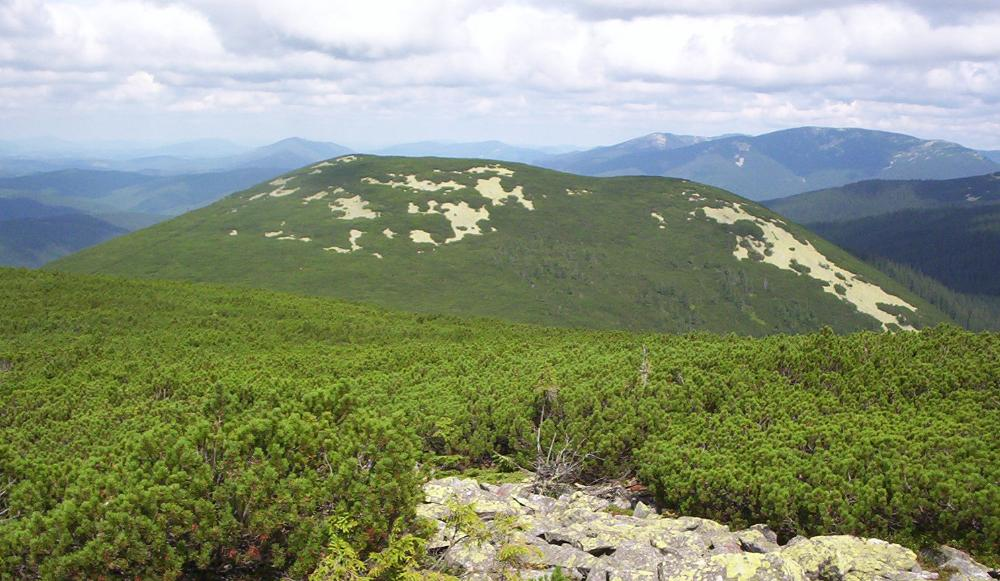
Mała Popadia

Dalej szlak podchodzi przez zarośnięty trawą potok do schroniska turystycznego na przełęczy między szczytami Koń Grofecki i Grofa. Dalej przechodzi przez górę Grofa, schronisko turystyczne Plisce, grzbiet Parenki, szczyty Mała Popadia, Popadia i Koretwyna.

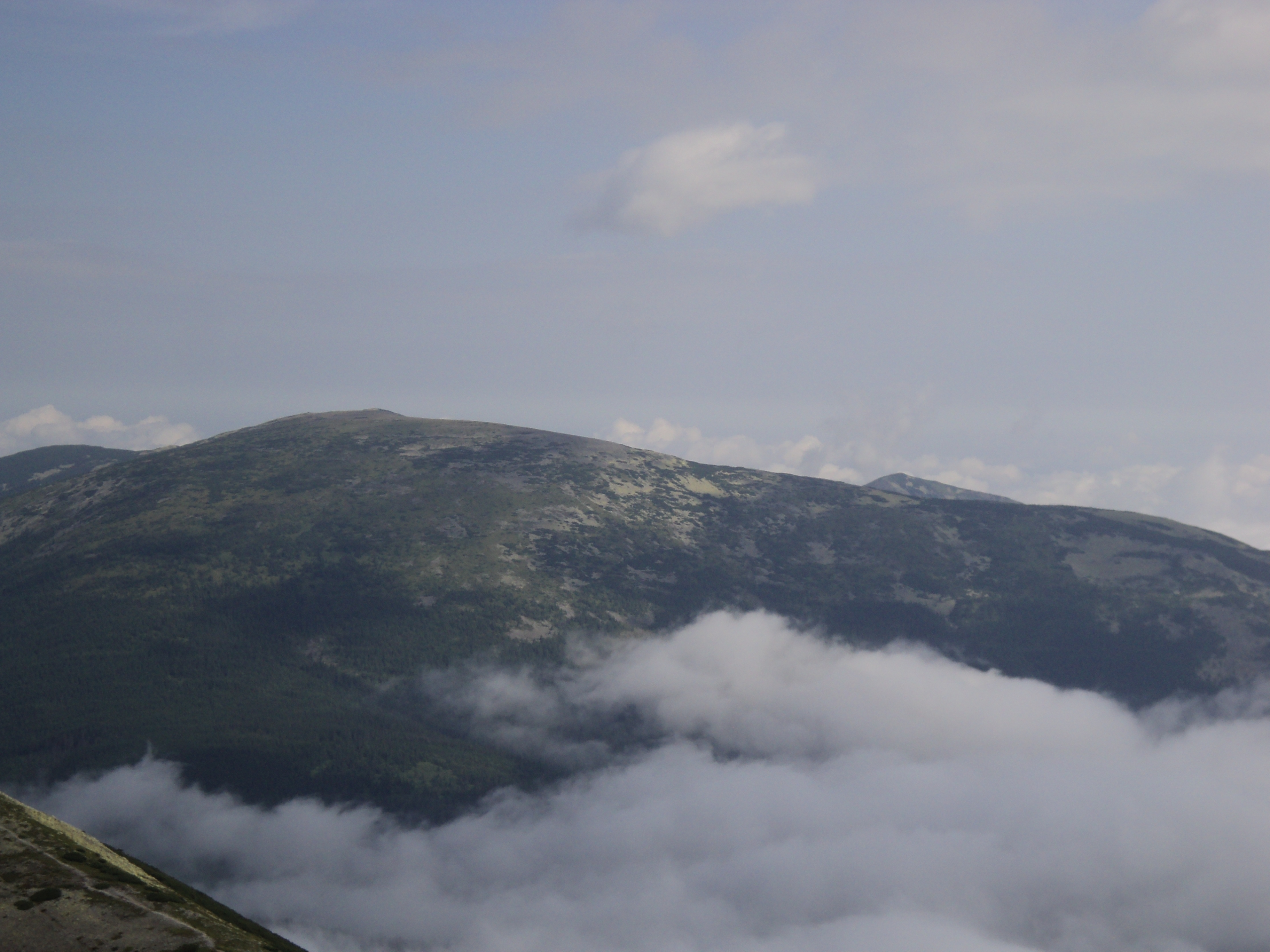
Ihrowiec

Za górą Koretwyna ścieżka omija szczyt Petrosa i schodzi do koryta rzeki. Dalej szlak wiedzie gruntową drogą samochodową w kierunku wsi Osmołoda, nie dochodząc do niej. Ścieżka przecina rzekę Łomnica mostem wiszącym i prowadzi na grzbiet Matachów. W Osmołodzie jest sklep, a także prywatne domy z noclegami.
Dalej szlak biegnie grzbietem Matuchów, mija schronisko turystyczne i kieruje się na szczyty Wysoka i Ihrowiec.

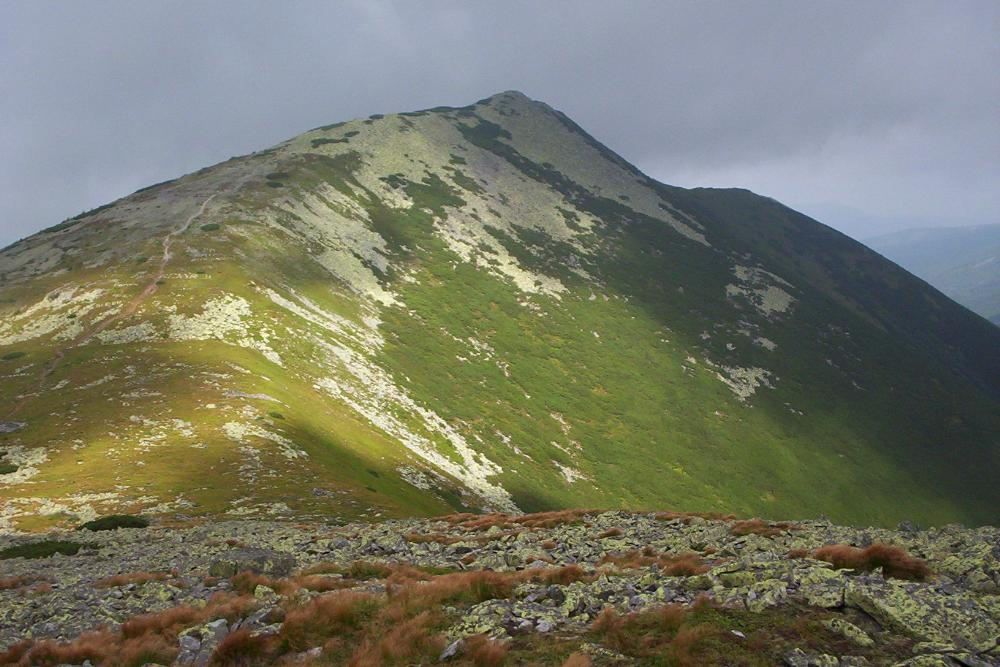
Sywula

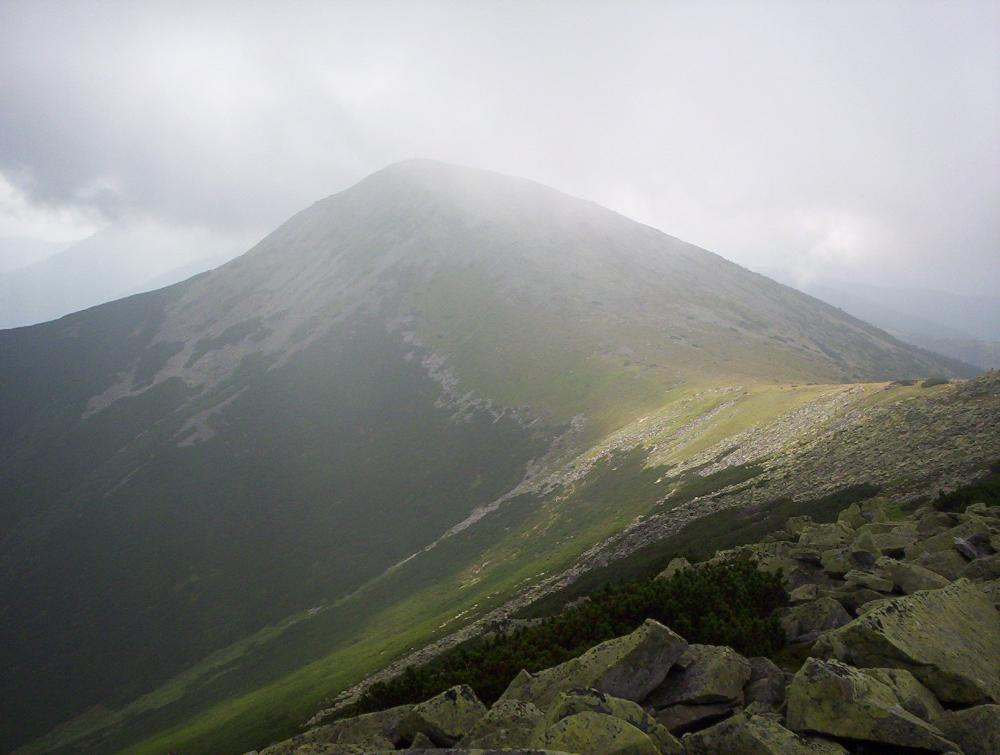
Mała Sywula

Z Ihrowca ścieżka schodzi na połoninę Borewka. Za połoniną zaczyna się podejście na grzbiet Sywuli przez szczyty Łopuszna, Wielka Sywula i Mała Sywula.
Dalej, po przejściu grzbietu, droga kieruje się na połoninę Ruszczyna. Na połoninie jest kilka źródeł wody pitnej.
Za Ruszczyną ścieżka biegnie do następnej połoniny – Bojaryn. Potem na dół, nad jezioro Sałatruczil z trzymetrowym wodospadem. Za jeziorem droga gruntowa prowadzi do wsi Rafajłowa (Bystrzyca). Tam można uzupełnić zapasy prowiantu w sklepie. Z Bystrzycy droga wiedzie do gór Płoska i Dowha. Podejście jest dosyć strome, ale przechodzi przez zacieniony las.
Ze szczytów widać większą część Gorgan, część pasma Czarnohory z Howerlą i Petrosem na horyzoncie.
Szlak nie wchodzi na górę Dowha („Długa”), ale skręca przed nią w lewo, na przełęcz Stoły. Z przełęczy Stoły ścieżka kieruje się na połoninę Błażów, skąd zaczyna się krótkie, ale bardzo strome podejście na górę Mały Gorgan. Patrząc ze szczytu na północny zachód, widać górę Doboszanka, a na południowym zachodzie ośrodek narciarski „Bukowel”.
Po przejściu grzbietu chodzi się lasem na połoninę Chomiaków. Tam, szczególnie w dzień wolny, jest wielu turystów, którzy przyszli zdobyć popularny szczyt Chomiak. Przyczyną popularności jest jej położenie. Obok znajduje się droga samochodowa, wodospad Huk i wieś Mikuliczyn, gdzie można zostawić auto z rzeczami i wybrać się na wysokość półtora kilometra.
Z góry Chomiak kręta serpentyna wiedzie w dół, do wspomnianego Mikuliczyna. Ścieżka dochodzi do punktu kontrolnego, za którym zaczyna się droga nad wodospad Huk. A Wschodniokarpacki Szlak Turystyczny skręca w prawo do wiszącego mostu przez rzekę Prut.
Z Mikuliczyna zaczyna się droga na pasmo ze szczytami Jahodna, Czarny Pohar, Hordia Dobrokyjiwska. Podejście do pierwszego szczytu jest dość strome. Dalej szlak grzbietem prowadzi do bitej, gruntowej drogi praktycznie bez strat wysokości.
Z grzbietu otwierają się widoki na szczyty Chomiaka i Siniaka, a także na pasmo Czarnohory z Petrosem i Howerlą.
Po przełęczach Sucha Rozsicz i Ryżi ścieżka wychodzi na kolejne pasmo. Główną jego osobliwością są kamienie olbrzymich rozmiarów, z których zbudowany jest cały grzbiet.
Po tych przeszkodach szlak przechodzi zacienionym lasem i schodzi z gór na Przełęcz Krzywopolską, obok której położona jest wieś Krzywopole. Na przełęczy jest sklep i bar.
Pasmo widoczne z przełęczy w kierunku południowym, nazywa się Kostrycza. To ostatni odcinek Wschodniokarapckiego Szlaku Turystycznego. Jest niewysoki, jego dominujący szczyt ma wysokość 1585 metrów.
Po Kostryczi schodzi się do wsi Krasnyk, gdzie też kończy się Wschodniokarpacki Szlak Turystyczny. Ostatnie 3,5 km, które nie wchodzą w skład znakowanego szlaku, trzeba pokonać, żeby dostać się do wsi Ilci, skąd jest transport do Wierchowiny. A z Wierchowiny co godzinę odjeżdżają marszrutki do Iwano-Frankiwska (Stanisławowa).
Wieś Krasnyk jest tymczasowym końcem szlaku. Po szczegółowym rozplanowaniu szlak będzie przedłużony dalej, najprawdopodobniej na pasmo Krynta. Kierunek po Kryncie jeszcze nie jest znany.
Jest kilka miejsc, w których można zgubić szlak:
- po zejściu z góry Gorgan Wyszkowki szlak ciągnie się gruntową drogą samochodową, która trawersuje po lewej następną górę. Wkrótce, z lewej strony od drogi zaczyna się ścieżka. Trzebatam iść, drogowskaz pokaże drogę. Ścieżka wiedzie do gęstych świerkowych zarośli. Jak tylko skończą się zarośla, będzie źródło.
- po zejściu z Mołodej, kiedy wyjdziecie na drogę gruntową, jak kieruje się wzdłuż rzeki, trzeba skręcić w lewo. Brakuje drogowskazu.
- wieś Bystrzyca. Po przejściu koło przystanku autobusowego, trzeba iść dalej podążając za znakami. Po przejściu rzeki w bród, od razu trzeba skręcić na drogę, która idzie w prawo w dół. Tu jest oznakowanie, ale łatwo można je przeoczyć i pójść prosto.
- wyszedłszy na połoninę obok góry Płoska, trzeba iść drogą wzdłuż drewnianego parkanu. W taki sposób dojdzie się do lasu, gdzie zaczynają się znaki.
- dalej po przejściu lasu i dojściu do następnej połoniny, trzeba uważać. Na następny szczyt szlak nie wchodzi, ale trawersuje ją z lewej strony. O tym informuje znak na cienkim drewnianym słupku. Trzeba podejść i zobaczyć, w jakim kierunku kieruje strzałka. Dalej też trzeba uważać. 350 metrów od słupka ścieżka skręca ostro w lewo i w dół do przełęczy Stoły. Trzeba iść tamtędy.
- Po Przełęczy Krzywpolskiej oznakowanie staje się gorsze. Nanosiły je nie „Karpackie Ścieżki”. Ale, tym niemniej, ono jest. Szczyt z masztem sieci komórkowej omija się z prawej strony. Dalej, za źródłem, trzeba przejść przez dwa płoty z kłód i przejść drogą koło chaty. Wkrótce będą jeszcze dwa ogrodzenia z przejściami. Za nimi zaczyna się las. W lesie oznakowanie jest dobre. Prowadzi ono na połoninę na początku pasma. Ostatnim 300 metrom przed wyjściem na połoninę towarzyszą strome podejścia. Po dojściu do połoniny, trzeba skręcić w lewo ponad 90° i iść w górę do lasu. Za 30 metrów widać ścieżkę. Trzeba nią iść.
- po ominięciu rozwalonej koliby na lewo od grzbietu, trzeba podejść trochę w prawo, by pokonać wysokość do chatki, która jest położona po prawej stronie grzbietu (chatkę widać już za następnym szczytem). Od chatki odchodzi droga gruntowa, którą trzeba iść dalej.
- na lewo od ostatniego szczytu pasma, widać działającą kolibę. Za nią oznakowanie poprowadzi dalej na szczyt. Ale zejście ze szczytu jest dość trudne, ponadto, przez brak znaków, tam łatwo jest zabłądzić. Trzeba skręcić w stronę wspomnianej koliby, przejść jej terytorium (pokonawszy przed tym dwa płoty z drewna) i dalej zejść do Krasnyka ścieżką, która idzie od koliby.